# Taiho Furusawa
Taiho Furusawa (古沢 太穂); 1er août 1913 à Ōkubo, dans le district de Kaminiikawa (actuelle Toyama) dans la préfecture de Toyama - 2 mars 2000, de son vrai nom Furusawa Tamotsu (古沢 太保), est un poète japonais de haiku des ères Shōwa et Heisei.

## Biographie
Furusawa Taiho naît le 1er août 1913 à Ōkubo, de nos jours un quartier de la ville de Toyama. Sa maison natale est à la fois un restaurant et une maison de geisha.
À l'âge de 11 ans, son père décède de maladie, après quoi la famille déménage de Tokyo à Yokohama. En 1938, à l'âge de 25 ans, Taiho est diplômé de russe à Tokyo ; cependant, il contracte la tuberculose peu de temps après et doit suivre un traitement de cinq ans.Tandis qu'il se trouve au sanatorium, il lui est recommandé de s'adonner aux haiku et en 1940 il s'abonne au magazine de haiju Ashibi (馬酔木, « Lanthanide ») édité par Shūōshi Mizuhara. Par la suite il participe lui-même à la revue Kanrai (寒雷, « Tonnerre d'hiver » fondée par Shūson Katō).
En 1947, il fonde avec entre autres Sakae Akagi la revue communautaire Sara (沙羅, « sal ») et rejoint l' « Association des représentants du nouvel haiku » (新俳句人連盟, Shinhaikujin Remmei) dont il est longtemps le président. Par la suite il devient consultant. Le terme « revue communautaire », en japonais dōjin-zasshi (同人雑誌)), désigne une revue privée conçue et publiée par plusieurs auteurs partageant les mêmes idées.
En 1951, il fonde la revue communautaire Dōhyō (道標, « Jalon »). En 1972 il réunit les deux revues sous le titre Dōhyō dont il prend la direction.
Il est lauréat de l'édition 1980 du prix Takiji-Yuriko pour son recueil de haiku Makaruru kamome (捲かるる鴎, « Mouette enveloppée »).

## Recueil de haiku
- Sanjūdai (三十代), Kanagawaken Shokuba Haiku Kyōgikai, 1950.
- Furusawa Taiho Kushū (古沢太穂句集), Gendai Shobō, 1955.
- Makaruru Kamome (捲かるる鴎), Chikutōsha, 1979.
- Kaun (火雲), Gendai Haiku Kyōkai, 1982.
- Ushirode (うしろ手), Shinhaikujin Remmei, 1995.

## Source de la traduction
- (de) Cet article est partiellement ou en totalité issu de l’article de Wikipédia en allemand intitulé « Furusawa Taiho » (voir la liste des auteurs).
- Notices d'autorité :   - VIAF
  - Japon
  - CiNii